# Catherine Llorens-Cortes
Pour les articles homonymes, voir Llorens (homonymie) et Cortes.
Catherine Llorens-Cortes (née Lepart; le 6 janvier 1954) est une pharmacologue française, professeure et directrice du Laboratoire central des neuropeptides et des régulations hydriques et cardiovasculaires au Collège de France. Ses recherches portent sur la neuropharmacologie et le développement de nouvelles thérapies pour les personnes souffrant de maladies cardiaques. Elle reçoit la médaille de l'Académie des sciences pour les applications des sciences en 2023.

## Biographie

### Jeunesse et éducation
Llorens-Cortes est née à Saint-Germain-en-Laye. Elle est doctorante à l'université Pierre-et-Marie-Curie, où elle étudie la reconnaissance des endorphines et la réponse à la morphine. Après avoir obtenu son doctorat, elle est nommée à un poste de chercheuse permanente à l'Institut national de la santé et de la recherche médicale (INSERM), où elle devient finalement directrice de recherche.

### Recherche et carrière
Llorens-Cortes s’intéresse aux peptides biologiquement actifs depuis le début de sa carrière. Elle travaille principalement sur les enzymes impliquées dans la dégradation ou l'activation de peptides actifs. En 2011, Llorens-Cortès intègre son laboratoire au Centre interdisciplinaire de recherche en biologie du Collège de France. Elle développe des morphines endogènes qui sont transformées en un médicament antidiarrhéique utilisé en pédiatrie. Ses recherches portent sur de nouveaux médicaments contre l'hypertension, l'hyponatrémie et l'insuffisance cardiaque,. Elle développe le Firibastat (en), une aminopeptidase qui peut pénétrer le cerveau, normaliser la pression artérielle et améliorer la fonction cardiaque. Le firibastat prévient le dysfonctionnement ventriculaire gauche et peut améliorer la fonction cardiaque après un infarctus du myocarde. Llorens-Cortès découvre également des analogues de l'apeline (par exemple LIT01-196) pour traiter l'hyponatrémie. LIT01-196 active le récepteur de l'apeline, qui est important pour modérer la fonction cardiovasculaire. 

## Prix et distinctions
- 2002 Prix de l'Académie des Sciences
- 2012 Prix Danièle Hermann [7]
- 2013 Légion d'honneur[8],[9]
- 2014 Prix Galien France
- 2021 Prix de la Société internationale d'hypertension pour les chercheuses seniors [10]
- 2021 Prix Emilia Valori [11]
- 2021 Prix de l'Académie nationale de médecine[12]
- 2022 Officier de la Légion d'Honneur[8]
- 2023 Médaille de l'Académie des sciences pour les applications des sciences[5],[6].

## Publications (sélection)
- (en) B P Roques, M C Fournié-Zaluski, E Soroca, J M Lecomte, B Malfroy, Catherine Llorens-Cortès et J C Schwartz, « The enkephalinase inhibitor thiorphan shows antinociceptive activity in mice », Nature, NPG et Springer Science+Business Media, vol. 288, no 5788,‎ 1er novembre 1980, p. 286-288 (ISSN 1476-4687 et 0028-0836, OCLC 01586310, PMID 7001254, DOI 10.1038/288286A0).
- (en) Zsolt Lenkei, Miklós Palkovits, Corvol P et Catherine Llorens-Cortès, « Expression of angiotensin type-1 (AT1) and type-2 (AT2) receptor mRNAs in the adult rat brain: a functional neuroanatomical review », Frontiers in Neuroendocrinology, Elsevier, vol. 18, no 4,‎ 1er octobre 1997, p. 383-439 (ISSN 0091-3022 et 1095-6808, OCLC 421849899, PMID 9344632, DOI 10.1006/FRNE.1997.0155).
- (en) A Reaux, N De Mota, I Skultetyova, Zsolt Lenkei, S El Messari, K Gallatz, P Corvol, Miklós Palkovits et Catherine Llorens-Cortès, « Physiological role of a novel neuropeptide, apelin, and its receptor in the rat brain », Journal of Neurochemistry, Wiley-Blackwell, vol. 77, no 4,‎ 1er mai 2001, p. 1085-1096 (ISSN 0022-3042 et 1471-4159, OCLC 01782775, PMID 11359874, DOI 10.1046/J.1471-4159.2001.00320.X).